# Estación Central 2
Estación Central 2, también conocida como Nueva estación (nombre provisorio), será la segunda estación del futuro tren de cercanías Tren Melipilla-Estación Central, que conectará la ciudad de Santiago con Melipilla en la Región Metropolitana de Santiago, Chile. La estación está pensada en ser construida en la comuna de Estación Central, junto al Zanjón de la Aguada y la Autopista del Sol.
Esta estación será el punto de inicio del soterramiento de la sección de la vía.

## Infraestructura
Está planificado que se construya la estación en el punto kilométrico 3.63, donde esta será soterrada, presentando un andén en superficie con dos plataformas para las vías de los trenes de transporte de pasajeros; además existiría una tercera vía que correspondería a trenes de carga. El edificio de la estación se hallaría bajo tierra, con dos accesos públicos, uno en la actual Plaza El Triángulo y otra por la calle Agustín Riesco.
Por otra parte, también se deben modificar las trincheras anteriores a la estación, reforzándose con concreto, al igual que el terraplén posterior a la estación.

### Soterramiento
El 11 de noviembre de 2021 EFE ingresó una adenda al proyecto del Tren Melipilla-Estación Central, en el cual el tramo para pasajeros entre Estación Central 2 y Estación Central de Santiago será tunelado, con una extensión aproximada de 3,2 km de longitud. El proyecto «Soterramiento Tramo Alameda-Estación Central 2» describe la construcción de andenes —subterráneos— que se hallarían al oeste de la estación, y se planea que el túnel posea una continuación hacia el norte, en paralelo al ya existente túnel Matucana, conectando con la Estación Quinta Normal; este proyecto tiene un costo de 250 millones de dólares y evitaría la disrupción territorial en la comuna. Se estimó que el proceso de construcción debería durar 2 años.
Estos andenes subterráneos —con una profundidad máxima de 35 m— están diseñados para entregar un flujo de pasajeros del tren Alameda Melipilla con otros servicios de psajeros del Gran Santiago. Se ha diseñado que el nivel de superficie cuente con un nuevo acceso desde la Calle Exposición. Habrá un segundo acceso de pago que da hacia los andenes superficiales. Debajo, se encuentra la mesanina, un nivel intermedio que separa las zonas pagas y no pagas, y que conecta con áreas operativas mediante un núcleo vertical de escaleras y piques.
Los dos andenes —de 160 m de extensión— están conectados al túnel ferroviario; esta infraestructura incluye galerías principales y secundarias, que facilitan el tránsito peatonal dentro de la estación y mejoran la conectividad entre áreas clave, como la mesanina y los piques de construcción.
Durante 2021, el presidente de EFE, Pedro Pablo Errázuriz, señaló que la intención de conectar en una estación al tren Melipilla-Estación Central con el tren Santiago-Batuco es poder entregar más alternativas de transbordo entre estos servicios con las líneas 1, 3, 5, 6 y 7 del Metro de Santiago.
En enero de 2023, el Servicio de Evaluación Ambiental calificó favorablemente el proyecto de soterramiento del tramo entre la Estación Central de Santiago y la segunda estación del Tren Melipilla-Estación Central. Los andenes subterráneos estarán ubicados al sur del edificio principal de la Estación Central, detrás del futuro edificio corporativo de EFE en la calle Exposición.
Este tramo tunelado —incluyendo los andenes y accesos a pasajeros— fue licitado en octubre de 2024. Las obras tendrán un costo de $200 millones de dólares.

## Servicios

### Futuro
Está en proceso de construcción el servicio de pasajeros Tren Melipilla-Estación Central, El tramo Lo errázuriz Talagante estará operativo en 2027, mientras que el tramo Talagante-Melipilla lo estará en 2029. Este tramo entre Estación Central y Lo Errázuriz fue licitado en octubre de 2024.

## Conexión con Red Metropolitana de Movilidad
A 2023, el terreno próximo a donde se construirá la estación posee 2 paraderos de la Red Metropolitana de Movilidad, los cuales corresponden a:
| Paradero / Código                                         | Recorridos               |
| --------------------------------------------------------- | ------------------------ |
| Avenida del Ferrocarril / esq. Diagonal Santiago (PI1216) | I16 (Ferrocarril)        |
| Avenida del Ferrocarril / esq. Diagonal Santiago (PI1589) | I16 (Población Santiago) |